# Иван, Паула
Паула Иван (рум. Paula Ivan, в девичестве — Ионеску (рум. Ionescu), также известна под фамилией Илие, род. 20 июля 1963 года в Херэшти, Румыния) — румынская легкоатлетка, которая специализировалась в беге на средние дистанции. Победительница Олимпийских игр 1988 года на дистанции 1500 метров с олимпийским рекордом — 3.53,96, который был побит  только 6 августа 2021 года в финале ОИ-2020 в Токио. Победительница Универсиад 1987 и 1989 годов в беге на 1500 и 3000 метров. Чемпионка Европы в помещении 1989 года в беге на 1500 метров.

## Достижения
- 34-е место на чемпионате мира по кроссу 1984
- 34-е место на чемпионате мира по кроссу 1985
- 28-е место на чемпионате мира по кроссу 1986
- 9-е место на чемпионате мира по кроссу 1987